# Eslabón de Whitehead

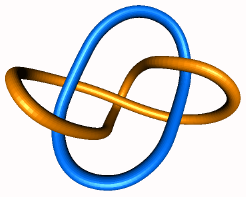
El eslabón de Whitehead.

 En la teoría de nudos, el eslabón de Whitehead, que fuera descubierto por J.H.C. Whitehead, es uno de los eslabones más básicos.
J.H.C. Whitehead pasó gran parte de la década de 1930 buscando una demostración de la conjetura de Poincaré. En 1934, utilizó el eslabón de Whitehead como parte de su construcción de lo que se denomina en la actualidad la variedad de Whitehead, que refutó su supuesta demostración previa de la conjetura.  

## Estructura
El eslabón se obtiene mediante la proyección del nudo trivial: un lazo circular y un lazo en forma de figura de ocho (o sea un lazo al que se le aplica un movimiento de Reidemeister Tipo I) entrelazados de manera tal que son inseparables y ninguno de los cuales pierde su forma. Excluyendo el caso en que el cordel de la figura en ocho se interseca consigo mismo, el eslabón de Whitehead posee cuatro cruces. Como cada cruce por debajo se compensa con un cruce por encima, su número de eslabón es 0. No es isotópico con el eslabón trivial, pero es un eslabón homotópico con el eslabón trivial.
Utilizando la notación de la teoría de trenzas, el eslabón se expresa como
{\displaystyle \sigma _{1}^{2}\sigma _{2}^{2}\sigma _{1}^{-1}\sigma _{2}^{-2}.\,}
Su polinomio de Jones es 
{\displaystyle V(t)=t^{-{3 \over 2}}(-1+t-2t^{2}+t^{3}-2t^{4}+t^{5}).}
Este polinomio y el {\displaystyle V(1/t)} son los dos factores del polinomio de Jones de la Cruz de Marilyn. (Es de destacar que  {\displaystyle V(1/t)} es el polinomio de Jones de la imagen especular de un eslabón que posee un polinomio de Jones {\displaystyle V(t)}.)